# José António Ferreira da Silva
José António Ferreira da Silva ComC (18 de Novembro de 1792 - 1855), 1.º Barão da Silva.

## Biografia
Foi Comendador da Ordem Militar de Cristo e não deixou posteridade. A sua irmã Emília Ferreira da Silva casou com Manuel Pereira Guimarães.
O título de 1.º Barão da Silva foi-lhe concedido por Decreto de D. Pedro V de Portugal de 14 de Setembro de 1855, pouco antes da sua morte.